# Риџвеј (Охајо)
Риџвеј (енгл. Ridgeway) град је у америчкој савезној држави Охајо.

## Демографија
По попису из 2010. године број становника је 338, што је 16 (-4,5%) становника мање него 2000. године.
| Група             | 2000.       | 2010.       |
| Белци             | 347 (98,0%) | 328 (97,0%) |
| Афроамериканци    | 6 (1,7%)    | 5 (1,5%)    |
| Азијати           | 0 (0,0%)    | 1 (0,3%)    |
| Хиспаноамериканци | 0 (0,0%)    | 3 (0,9%)    |
| Укупно            | 354         | 338         |